# Ivan Lenac
Ivan Lenac (Delnice, 6. veljače 1906. — Sušak, 24. travnja 1945.) bio je sudionik Španjolskog građanskog rata i Narodnooslobodilačke borbe i narodni heroj Jugoslavije.

## Životopis
Rođen je 1906. godine u Delnicama. Poslije završetka osnovne škole, radio je kao šumarski radnik širom Jugoslavije i u inozemstvu.

### Španjolski građanski rat
Pred sam početak Španjolskog građanskog rata napustio je Jugoslaviju i otišao na rad u Francusku. U studenom 1937. godine, prebacio se u Španjolsku i pristupio Internacionalnim brigadama. Tada je bio primljen za člana Komunističke partije Jugoslavije.
Nakon završetka rata u Španjolskoj, 1939. godine prešao je u Francusku, gdje je bio uhićen i zajedno s mnogim drugim interbrigadistima interniran u koncentracijski logor Verne. U logoru je boravio sve do 1941. godine.

### Drugi svjetski rat
U jesen 1941. godine uspio se s jednom skupinom jugoslavenskih Španjolskih dobrovoljaca probiti kroz okupiranu Europu do Jugoslavije, gdej se priključio goranskim partizanima. Obavljao je mnoge vojne i političke dužnosti u primorsko-goranskim postrojbama. Isprva je obavljao dužnost zapovjednika Delničke čete, zatim je bio zapovjednik bataljuna, pa zapovjednik Primorsko-goranskog partizanskog odreda i operativni časnik Četrnaeste primorsko-goranske brigade.
Pred kraj rata, štab Jedanaestog korpusa ga je uputio na Kvarnerske otoke da radi na organiziranju i jačanju Narodnooslobodilačkog pokreta na tom području.
Poginuo je tijekom borbi za oslobođenje Sušaka, 24. travnja 1945. godine.
Ukazom Prezidija Narodne skupštine Federativne Narodne Republike Jugoslavije, 20. prosinca 1951. godine, proglašen je za narodnog heroja.